# Nore (tätort)
Nore är en ort i Ljusdals kommun. Orten ligger strax väster om centralorten Ljusdal, på en halvö mellan sjön Växnan och älven Ljusnan. Orten avgränsades före 2015 till en separat tätort för att då växa samman med tätorten Ljusdal. 
I Nore finns bland annat badstranden Noresand.

## Befolkningsutveckling
| Befolkningsutvecklingen i Nore 1960–2010 | Befolkningsutvecklingen i Nore 1960–2010 | Befolkningsutvecklingen i Nore 1960–2010 | Befolkningsutvecklingen i Nore 1960–2010 | Befolkningsutvecklingen i Nore 1960–2010 |
| ---------------------------------------- | ---------------------------------------- | ---------------------------------------- | ---------------------------------------- | ---------------------------------------- |
|                                          |                                          |                                          |                                          |                                          |
| År                                       |                                          |                                          | Folkmängd                                | Areal (ha)                               |
| 1960                                     | 1960                                     |                                          | 465                                      |                                          |
| 1965                                     | 1965                                     |                                          | 478                                      |                                          |
| 1970                                     | 1970                                     |                                          | 465                                      |                                          |
| 1975                                     | 1975                                     |                                          | 443                                      |                                          |
| 1980                                     | 1980                                     |                                          | 446                                      |                                          |
| 1990                                     | 1990                                     |                                          | 372                                      | 45                                       |
| 1995                                     | 1995                                     |                                          | 395                                      | 49                                       |
| 2000                                     | 2000                                     |                                          | 392                                      | 49                                       |
| 2005                                     | 2005                                     |                                          | 409                                      | 49                                       |
| 2010                                     | 2010                                     |                                          | 411                                      | 50                                       |
| Anm.: växte samman med Ljusdal 2015      |                                          |                                          |                                          |                                          |